# Athos (musketier)
Athos is een personage in de romans De drie musketiers, Twintig jaar later, en De burggraaf van Bragelonne van Alexandre Dumas père.
In De drie Musketiers zijn hij en de andere twee musketiers Porthos en Aramis vrienden van het hoofdpersonage van de roman, d'Artagnan. Hij heeft een mysterieus verleden dat hem in verband brengt met de vrouwelijke schurk van de roman, Milady de Winter.
Athos, iets ouder dan de rest, is een vaderfiguur voor de andere musketiers. Hij wordt beschreven als nobel en knap maar ook zeer geheimzinnig, zijn heil in drank zoekend om zijn geheime leed te verzachten en te vergeten.
Op het einde van de roman wordt bekend dat hij in werkelijkheid Graaf van la Fère is, die Milady's echtgenoot was voor ze Graaf de Winter huwde.
In de laatste twee romans staat hij openlijk bekend als Graaf van la Fère en is hij de vader van de jonge held, Raoul de Bragelonne. Net als bij Porthos wordt Athos' voornaam nooit genoemd, al noemt de jonge Milady (toen Charlotte genoemd) hem in het toneelstuk De Jeugd van de Musketiers Vicomte de la Fère Olivier, dus men kan aannemen dat dit Athos' voornaam is.
De fictieve Athos is genoemd naar de historische musketier Armand de Sillègue d'Athos d'Autevielle (1615-1644). Op de naam na hebben ze echter niet veel gemeen. Deze kwam om bij een duel, nog voordat Charles de Batz-de Castelmore (de persoon waarop d'Artagnan gebaseerd is) zich aansloot bij de musketiers; ze zullen elkaar waarschijnlijk dus nooit ontmoet hebben. Zijn titel, Comte de La Fère (Graaf van La Fère) is weliswaar verzonnen, maar verwijst naar de domeinen van La Fère die eens eigendom waren van Anna van Oostenrijk, koningin van Frankrijk in deze romans.

## Film en televisie

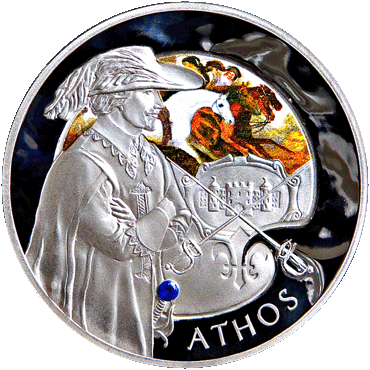
Athos

Acteurs die Athos hebben gespeeld in film of serie zijn onder andere:
- Henri Rollan, in Les trois mousquetaires (1921)
- Paul Lukas, in The Three Musketeers (1935)
- Van Heflin, in The Three Musketeers (1948)
- Barry Morse, in The Three Musketeers (tv-film, 1960)
- Oliver Reed, in The Three Musketeers (1973), The Four Musketeers (1974) en The Return of the Musketeers (1989)
- Veniamin Smekhov, in D'Artagnan and Three Musketeers (1978) en de vervolgen daarop (1992, 1993)
- José Ferrer, in The Fifth Musketeer (1979)
- Kiefer Sutherland, in The Three Musketeers (1993)
- John Malkovich, in The Man in the Iron Mask (1998)
- Christopher Cazenove, in La Femme Musketeer (tv-miniserie, 2003)
- Henk Poort, in De 3 Musketiers de musical (2003)
- Matthew Macfadyen in The Three Musketeers (2011)
- Tom Burke, in The Musketeers (Britse tv-serie, 2014-)